# Opijumski ratovi
Opijumski ratovi bili su ratovi između Kine i zapadnih sila. Dijele se na Prvi opijumski rat od 1839. do 1842. i na Drugi opijumski rat od 1856. do 1860. godine. 

## Povijest
Na početku 19. stoljeća, britanski trgovci počeli su tajno krijumčariti opijum u Kinu. Imali su deficit u trgovini s Kinom, zbog uvoza kineskog čaja te su željeli uravnotežiti trgovinu izvozom opijuma. Kina je 1839. zabranila korištenje opijuma. Velika Britanija šalje topovnjače i napada kineske obalne gradove. Kina je tada imala zastarjelo oružje te je poražena. Bila je prisiljena potpisati nepovoljan Ugovor iz Nankinga 1842., kojim je morala dozvoliti uvoz opijuma, a Hong Kong je postao britanska kolonija.
Kina se nije mirila s postojećim stanjem, odbijala je prihvatiti strane veleposlanike, opstruirala je trgovinu, imala je sporove oko liječenja britanskih trgovaca u kineskim lukama. Kineske vlasti zarobile su piratski brod pod britanskom zastavom u Guangzhou. Kada su ga odbile predati Britancima, došlo je do Drugog opijumskog rata od 1856. do 1860. Britancima su pomogli i Francuzi te u manjoj mjeri SAD i Rusija te su porazili Kinu, koja je morala definitivno prihvatiti sve političke i trgovinske zahtjeve.